# Cadillac DTS

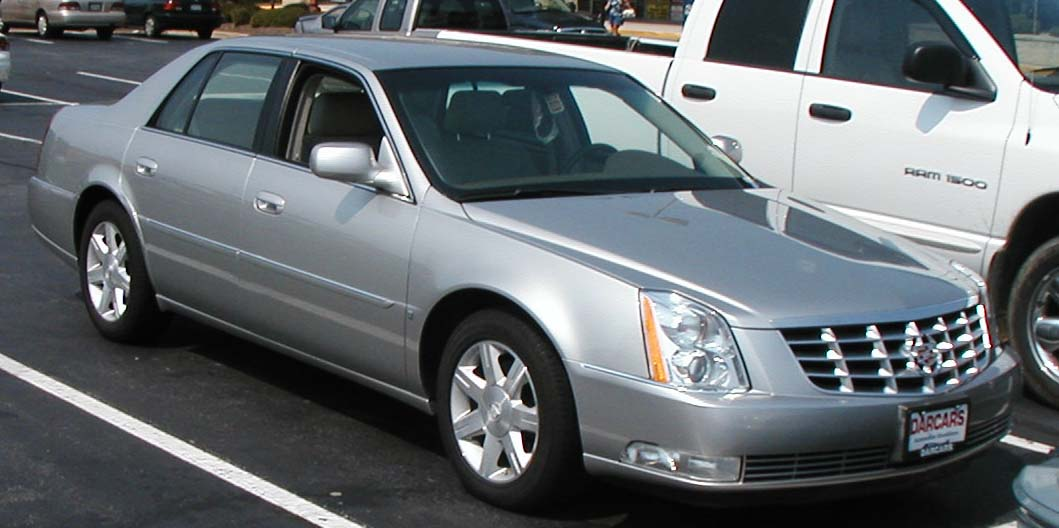
Cadillac DTS uit 2006.

De Cadillac DTS (DeVille Touring Sedan) was een luxe-sedan van het Amerikaanse Cadillac. Het was de opvolger van de Cadillac DeVille. De DTS werd tussen 2005 en 2011 geproduceerd bij General Motors' Detroit/Hamtramck Assembly nabij Detroit.
Er waren twee motoren beschikbaar:
- de basis-V8 van 205 kW (275 pk),
- de snellere Northstar-V8 van 220 kW (292 pk).